# Rejon berdyczowski (1925–2020)
Rejon berdyczowski – dawna jednostka administracyjna Ukrainy, w składzie obwodu żytomierskiego. Położona była jego południowej części.
Leżała na części obszaru dawnego powiatu berdyczowskiego oraz powiatu żytomierskiego.
Głównym miastem jest Berdyczów.

## Miejscowości rejonu
- Agatówka(inne języki)[2]
- Andrejaszówka (Андріяшівка)
- Berdyczów (Бердичів)
- Бенедівка
- Богданівка
- Bystryk (Бистрик)
- Буряки
- Chażyn (Хажин)
- Demczyn (Демчин)
- Дубівка
- Дубова
- Gwazdawa (Гвіздава)
- Хмелище
- Hałczyniec (Гальчин)
- Hryszkowce (Гришківці)
- Hardyszówka (Гардишівка)
- Iwankowce[3] (Іванківці)
- Katerynówka (Катеринівка)
- Kikiszówka (Кикишівка)
- Konstantynówka[4] (Костянтинівка)
- Krasówka (Красівка)
- Kukolnic (Кукільня)
- Kustyń[5] (Кустин)
- Лемеші
- Лісова Слобідка
- Lisowe (Лісове, Żydowce[6], Червона Зірка)
- Любомирка
- Малі Гадомці
- Малосілка
- Markusze (Маркуші)
- Marcinówka (Мартинівка)
- Мирне
- Mirosławka (Hołodki[7], Мирославка)
- Nikonówka (Никонівка)
- Niżgurce Wielkie (Великі Низгірці)
- Нова Олександрівка
- Новий Солотвин
- Obuchówka (Обухівка)
- Ozadówka (Озадівка)
- Osikówka (Осикове)
- Підгородне
- Połowieckie (Половецьке)
- Радянське
- Rajgródek[8] (Райгородок)
- Rajki (Райки)
- Reja (Рея)
- Piatyhorka (Велика П'ятигірка)
- Sadki[9] (Садки)
- Semenówka (Семенівка)
- Synhajówka (Сингаївка)
- Скаківка
- Skrahlówka (Скраглівка)
- Słobodyszcze (Слободище)
- Sołotwin[10] (Старий Солотвин)
- Siomaki (Сьомаки)
- Szwejkówka (Швайківка)
- Terechowa (Терехове)
- Великі Гадомці
- Закутинці
- Żytnice (Житинці)
- Żurabińce (Журбинці)